# Alfani (cognome)
Alfani è un cognome di lingua italiana.

## Varianti
Alfano.

## Origine e diffusione
Il cognome è tipicamente settentrionale.
Potrebbe derivare da un toponimo o dal prenome medioevale Alfano.
La variante Alfano è napoletana e palermitana.

## Persone
- Luigi "Gino" Alfani (1866-1942) – politico italiano
- Guido Alfani (1876-1940) – geologo e sismologo italiano
- Ines Alfani (1896-1985) – soprano e regista italiana